# Monte Katahdin
El monte Katahdin es la cumbre más elevada del estado de Maine en los Estados Unidos con 1606 metros, además del punto culminante del Parque Estatal Baxter, un área protegida de 80.000 ha localizada en Montañas Blancas (Nuevo Hampshire), Estados Unidos. El parque cuenta con más de 45 cumbres, explorables a través de una red de senderos que suman 240 km aproximadamente.
Llamado Katahdin por los nativos americanos Penobscot, que significa "La Montaña más Grande", se encuentra en el noreste de Piscataquis, en el condado de Piscataquis, y es el eje central del Parque Estatal de Baxter. Es un macizo empinado y alto formado por una intrusión de granito erosionado hasta la superficie. La flora y la fauna de la montaña son típicas de las que se encuentran en el norte de Nueva Inglaterra.
Los nativos americanos de la región conocían el Katahdin, y los europeos lo conocían al menos desde 1689. Ha inspirado excursiones, escaladas, narraciones de diarios, pinturas y una sonata para piano. La zona alrededor del pico fue protegida por el gobernador Percival Baxter a partir de la década de 1930. Katahdin es el extremo norte del Sendero de los Apalaches, y se encuentra cerca de un tramo conocido como el "Hundred-Mile Wilderness".
En 1967, el Monte Katahdin fue designado como un monumento natural Nacional por el Servicio de Parques Nacionales.

La montaña se llama comúnmente solo "Katahdin", aunque el nombre oficial es "Monte Katahdin", según lo decidido por la Junta de Nombres Geográficos de Estados Unidos en 1893.